# Wat Pa Phon Phao
Wat Pa Phon Phao lub Wat Pa Pho, Wat Phohao, a także Wat Phol Phao, co dosłownie oznacza „Świątynię Pokoju” – laotańska buddyjska świątynia, znajdująca się w Luang Prabang.

## Opis
W Wat Phon Phao uczyli się oraz medytowali królowie Laosu. Świątynia znajduje się 3,5 kilometra od centrum Luang Prabang i jest usadowiona obok rzeki Nam Khan. Obok budynku znajduje się złota strupa, z której można ujrzeć pobliskie miasteczko Phanom. W 1992 roku odbył się tu jeden z największych pogrzebów w historii, wtedy Ajahn Saisamut został pogrzebany.